# Australocnus calcareus
Australocnus calcareus is een zeekomkommer uit de familie Cucumariidae.
De wetenschappelijke naam van de soort werd in 1896 gepubliceerd door Arthur Dendy.